# Nobel Square
Der Nobel Square ist ein öffentlicher Platz im Viertel Victoria & Alfred Waterfront der südafrikanischen Stadt Kapstadt. Er wurde im Dezember 2005 eingeweiht und ist Standort von Skulpturen der vier Friedensnobelpreisträger des Landes, Albert John Luthuli, Desmond Tutu, Frederik Willem de Klerk sowie Nelson Mandela. Die Idee zur Einrichtung geht zurück auf Ebrahim Rasool, der von 2004 bis 2008 als Premierminister der Provinz Westkap fungierte, und seinen Vorgänger Marthinus van Schalkwyk. Der Platz, dessen Einrichtung von der Provinzregierung des Westkap unterstützt wurde, entstand nach Konsultationen mit der Familie von Albert Luthuli sowie den drei noch lebenden Preisträgern, die zusammen mit der Tochter von Luthuli und dem norwegischen Botschafter in Südafrika auch an der Eröffnung teilnahmen.
Die Skulpturen, deren Höhe die Körpergröße der vier dargestellten Personen etwas übertrifft, sind in einer halbkreisförmigen Anordnung so aufgestellt, dass in ihrem Rücken der Tafelberg sichtbar ist. Im Boden vor den Figuren sind Zitate eingraviert. Auf dem Platz befindet sich darüber hinaus eine fünfte Skulptur mit dem Titel „Peace and Democracy“ (Frieden und Demokratie), durch welche der Anteil von Frauen und Kindern am Friedens- und Demokratisierungsprozess in Südafrika gewürdigt werden soll. Alle fünf Skulpturen sind aus Bronze gefertigt und stehen auf einer 386 Quadratmeter großen Fläche aus Granit. Im Rahmen eines Wettbewerbs wurden zehn Künstler des Landes zur Einreichung von Vorschlägen eingeladen, von denen Claudette Schreuders für die Gestaltung der vier Figuren der Nobelpreisträger und Noria Mabasa für die Skulptur „Peace and Democracy“ ausgewählt wurden.